# Kirche Hochkirch

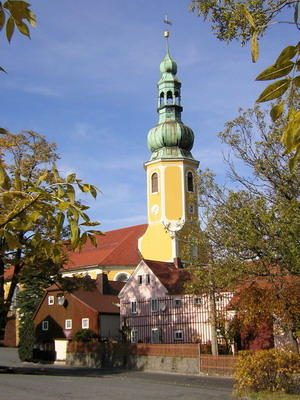
Dorfkirche Hochkirch

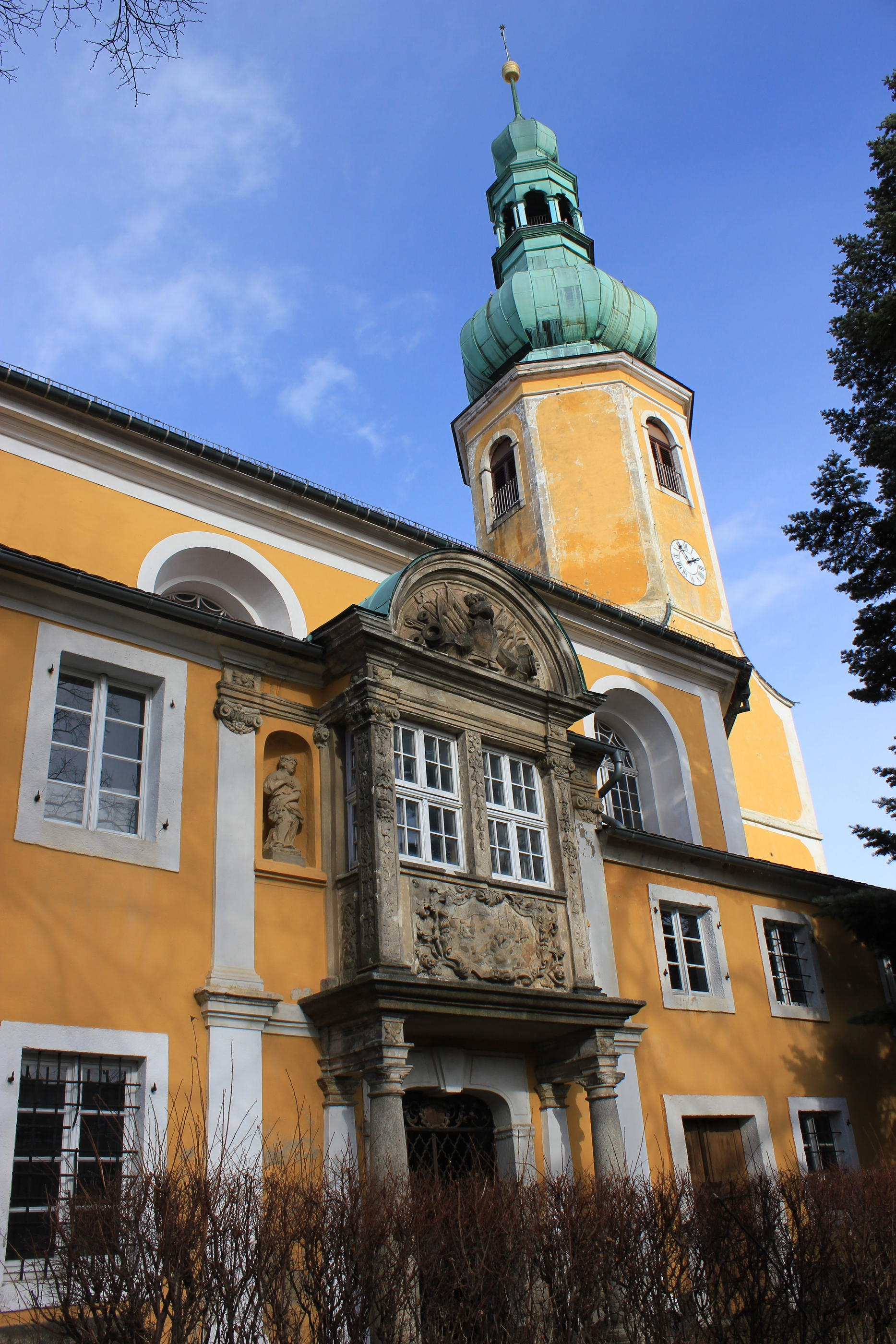
Lehnsche Gruft an der Südseite

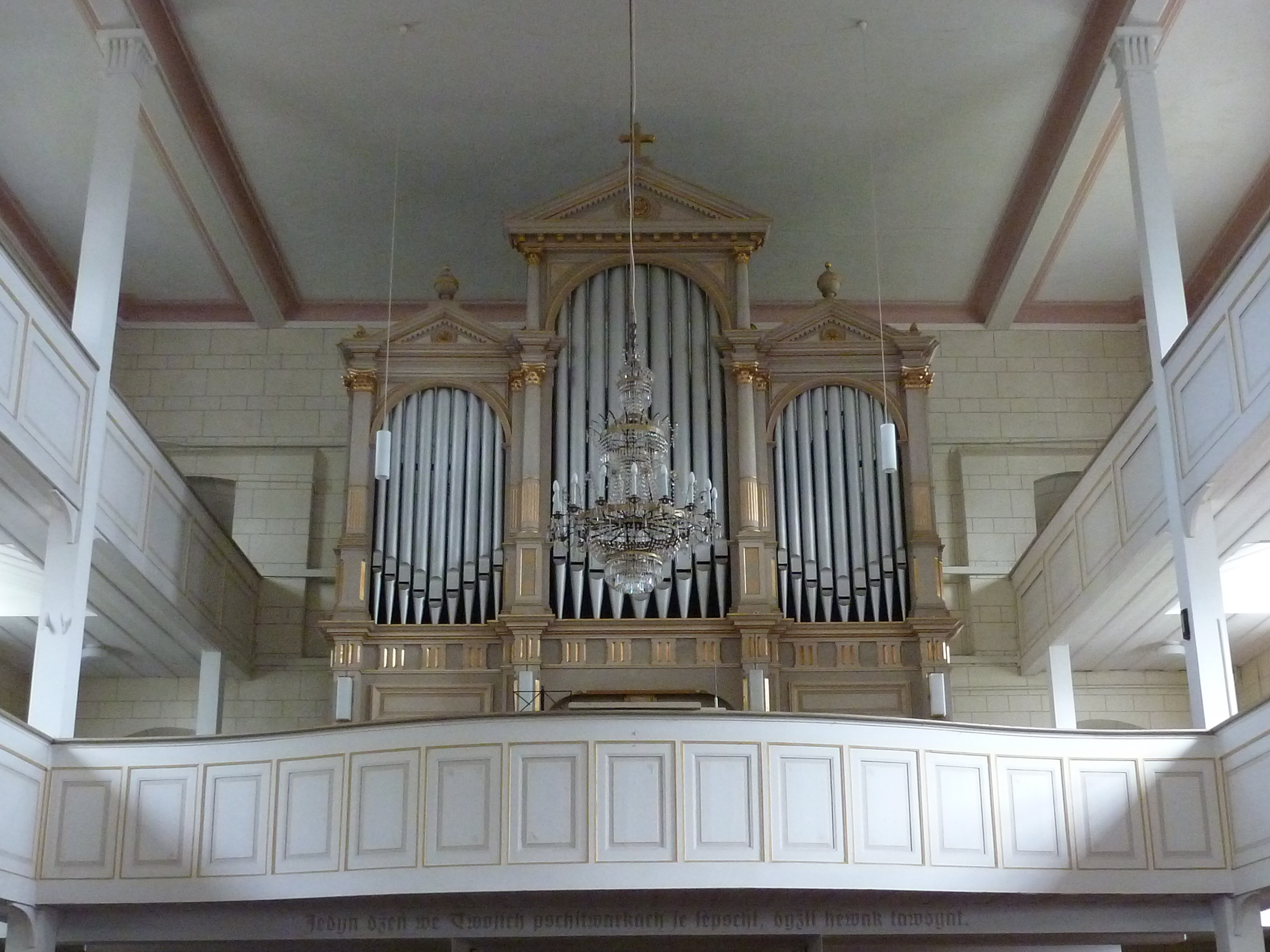
Orgel

Die evangelische Dorfkirche Hochkirch (obersorbisch Bukečanska cyrkej) ist eine barocke Saalkirche in Hochkirch im Landkreis Bautzen in Sachsen. Sie gehört zur Kirchengemeinde Hochkirch im Kirchenbezirk Bautzen-Kamenz der Evangelisch-Lutherischen Landeskirche Sachsens.

## Geschichte und Architektur
Die auf einer Anhöhe erbaute barocke Saalkirche ist umgeben von einem ummauerten Kirchhof mit Torbogen und wurde in den Jahren 1717–20, der Turm im Jahr 1750 erbaut. Eine Neugestaltung des Innenraumes erfolgte 1856; Restaurierungen wurde in den Jahren 1986 (außen) und an der Lehnschen Gruft 1993 vorgenommen. Das Bauwerk ist ein stattlicher Putzbau mit dreiseitig geschlossenem Chor und hohen Rundbogenfenstern sowie zweigeschossigen Logeneinbauten an der Nord- und der Südseite und einer dreigeschossigen Vorhalle im Westen. An der Ostseite des Chores steht der kräftige quadratische Turm mit oktogonalem Glockengeschoss, welscher Haube und Zwiebellaterne. Beachtenswert ist die an der Südseite angebaute Lehnsche Gruft, die mit Blumen und Rankengehängen, einem Giebelfeld mit Wappenrelief und mit allegorischen Figuren in seitlichen Nischen versehen ist.
Der hell gestaltete Innenraum ist mit einer flachen, gekehlten Putzdecke geschlossen; zweigeschossige hölzerne Emporen sowie rundbogige in die Wand integrierte Logen sind an der Nord- und Südseite eingebaut. Eingeschossige Emporen sind im Osten und Westen angeordnet, dort ist eine konvexe Orgelempore zu finden. An der Südseite als Brüstung der Lehnschen Loge ist ein breites Sandsteinrelief mit Darstellung einer Ahnentafel der Familie von Gersdorf des 16. und 17. Jahrhunderts mit Wappenreihen zu finden, die Fassung ist modern.

## Ausstattung
Das Hauptstück der Ausstattung ist ein Neorenaissance-Altar aus Holz, der 1856 unter Verwendung eines Vorgängers von 1758 geschaffen wurde. Der Dreiecksgiebel und das seitlich verkröpfte Gebälk sind mit Ranken geschmückt und werden von vier Säulen getragen, die Predella ist mit einer Abendmahlsdarstellung nach Leonardo da Vinci versehen, die vermutlich von einem früheren Altar stammt. Die Haupttafel des Altars mit einer Darstellung des auferstandenen Christus wurde von Professor Wichmann 1856 geschaffen. Auf der Rückseite befindet sich die frühere Altartafel von 1738 in einem gotisierend gemalten Rahmen mit einer Darstellung von Maria Magdalena, dazwischen ein geschnitztes Kruzifix, die bekrönende Kartusche zeigt ein Bild des Salvator mundi. An der Rückseite des Altars befindet sich ein hölzerner Spendenkasten mit der zweisprachigen Aufschrift „Für die Mission. Za missionstwo.“
Die schlicht gefasste Holzkanzel hat einen polygonalen Korb mit einfachen Profilierungen, der Schalldeckel ist mit bekrönenden Voluten und einer Taube ausgeschmückt. Der massige Taufstein aus Granit mit achteckiger Kuppa stammt vermutlich aus dem 13. Jahrhundert. Ein neuer achteckiger Taufstein aus schwarzem Marmor wurde vermutlich 1864 geschaffen.
Die Orgel ist ein Werk von Eule Orgelbau aus dem Jahr 1890 mit 30 Registern auf zwei Manualen und Pedal.
Hinter dem Altar steht ein Denkmal mit lorbeerbekränzter Urne des in der Schlacht bei Hochkirch von 1758 gefallenen Generalfeldmarschalls Jakob Keith aus der Zeit um 1780. In der südlichen Vorhalle steht ein Denkmal für Christiane Beate Segling († 1691) mit der Darstellung einer Mädchengestalt mit aufwändigem Kleid, hinter einer Brüstung mit Schrifttuch, oben links ein Kruzifix, rechts eine Vase mit Rosen und aus Wolken eine Hand mit Krone.

## Umgebung
Auf dem Kirchhof sind außer den Denkmalen für die Gefallenen des Zweiten Weltkriegs und des Deutsch-Französischen Kriegs zwei Obelisken für die Gefallenen der Schlacht bei Hochkirch von 1758 erhalten. Hier befinden sich mehrere Grabmale mit sorbischen Inschriften, darunter das des Schriftstellers Kito Lorenc (1938–2017).

## Kirchengemeinde
Zur Hochkircher Kirchengemeinde gehören die Orte Plotzen, Zschorna, Döhlen, Kohlwesa, Kuppritz, Lehn, Meschwitz, Niethen, Pommritz, Rachlau, Rodewitz, Soritz, Scheckwitz, Steindörfel, Waditz, Wawitz, Wuischke und Sornßig.